# جميل القنبيط
جميل القنبيط رجل أعمال سعودي وكان يملك حصة 85% من سلسلة محلات عمر أفندي.

## استثماراته في مصر
في 29 أكتوبر 2010، أعلنت الشركة العربية للاستثمارات والتنمية القابضة للاستثمارات المالية شركة مساهمة مصرية، أنها وقعت عقدا مع رجل الأعمال السعودي جميل القنبيط لشراء حصته البالغة 85 في المائة من أسهم رأسمال شركة عمر أفندي.